# Gabinet de Mèxic
El Gabinet de Mèxic o Gabinet Executiu de Mèxic és l'òrgan de govern constituït pels titulars de les secretaries (ministeris) d'Estat de Mèxic. A Mèxic, el poder executiu federal és exercit pel President de la República, la denominació oficial del qual és President Constitucional dels Estats Units Mexicans. Per a portar a terme les seves funcions i atribucions, el president té la facultat d'anomenar lliurement els membres del seu gabinet, cadascun dels quals és encarregat d'una branca de l'Administració Pública Federal. Els membres del gabinet, tret del Fiscal General, reben el títol de "secretaris", tots els quals tenen el mateix rang i, per tant, no hi ha cap preeminència. Tret del Fiscal General, els membres del gabinet mexicà no necessiten ser confirmats pel Senat de la República.
A més del Gabinet Executiu, també conegut com el Gabinet Legal, hi ha el grup de caps d'altres dependències, consells, comissions i instituts, els quals reporten directament al president de la República, els quals conformen allò que es coneix com el Gabinet Ampliat.
Les Secretaries o Ministeris d'Estat de Mèxic, integrants del Gabinet Legal són:
1. Secretaria de Governació;
2. Secretaria de Relacions Exteriors;
3. Secretaria de la Defensa Nacional;
4. Secretaria de Marina;
5. Secretaria de Seguretat i Protecció Ciutadana;
6. Secretaria d'Hisenda i Crèdit Públic;
7. Secretaria de Benestar;
8. Secretaria de Medi Ambient i Recursos Naturals;
9. Secretaria d'Energia;
10. Secretaria d'Economia;
11. Secretaria d'Agricultura i Desenvolupament Rural;
12. Secretaria d'Infraestructura, Comunicacions i Transports;
13. Secretaria Anticorrupció i Bon Govern;
14. Secretaria d'Educació Pública;
15. Secretaria de Ciència, Humanitats, Tecnologia i Innovació;
16. Secretaria de Salut;
17. Secretaria del Treball i Previsió Social;
18. Secretaria de Desenvolupament Agrari, Territorial i Urbà;
19. Secretaria de Cultura;
20. Secretaria de Turisme;
21. Secretaria de les Dones, i
22. Agència de Transformació Digital i Telecomunicacions.

Al Gabinet Ampliat hi ha moltes oficines, entre les quals, la Comissió Nacional d'Habitatge, l'Institut Nacional dels Pobles Indígenes, la Procuradoria Federal del Consumidor (Profeco), l'Institut Mexicà de Seguretat Social (IMSS), Petrolis Mexicans (Pemex), el Banc Nacional de Comerç Exterior, i el Fons de Cultura Econòmica, entre d'altres.